# Johnny Hines
Johnny Hines (25 de junio de 1895 – 24 de octubre de 1970) fue un actor cinematográfico de nacionalidad estadounidense, activo principalmente durante la época del cine mudo, y que no superó con demasiado éxito la transición al cine sonoro. A lo largo de su carrera actuó en más de cincuenta producciones cienmatográficas.

## Biografía
Nacido en Golden, Colorado, era hermano del director cinematográfico Charles Hines, y de Samuel E. Hines, un actor que hizo algunos papeles en los primeros años del cine sonoro. A principios de los años 1910, Hines estudiaba en el City College of New York (CCNY), aunque no se sabe con seguridad si llegó a graduarse.
Hines debutó en el cine en 1914, actuando en varios cortos y en tres largometrajes. Su primer papel llegó en The Man of the Hour, film interpretado por Robert Warwick. Durante el restante período mudo, actuó en casi cincuenta producciones, siendo el protagonista de muchas de ellas. Su primera actuación como protagonista llegó en 1915 con The Cub, bajo la dirección de Maurice Tourneur Entre sus películas más destacadas se incluyen Little Johnny Jones, la primera versión para la pantalla del musical del mismo nombre de George M. Cohan, en la cual él tuvo el papel del título, y The Weakness of Man, adaptación de la obra de León Tolstói The Living Corpse.
Hines fue también codirector de dos de los filmes protagonizados por él: Burn 'Em Up Barnes (1921) y Little Johnny Jones (1923). Además, escribió el guion de la cinta de 1924 Conductor 1492, protagonizada por él y dirigida por su hermano Charles.
Con la llegada del cine sonoro, la carrera de Hines empezó su declive. En los años 1930 actuó únicamente en seis filmes, en todos ellos con papeles de reparto de escasa importancia. Su última actuación significativa llegó en 1938, el papel de Parsons en Too Hot to Handle, película interpretada por Clark Gable, Myrna Loy y Walter Pidgeon. Solamente trabajó en otra cinta, la rodada en 1946 Magnificent Doll, en la cual actuaban Ginger Rogers y David Niven.
Johnny Hines falleció en 1970 en Los Ángeles, California, a los 75 años de edad. Fue enterrado en el Cementerio Calvary, en Los Ángeles.

## Filmografía
- As Ye Sow (1914)
- The Man of the Hour (1914)
- The Wishing Ring; An Idyll of Old England (1914)
- The Arrival of Perpetua (1915)
- A Price for Folly (1915)
- Alias Jimmy Valentine (1915)
- A Butterfly on the Wheel (1915)
- The Cub (1915)
- The Family Cupboard (1915)
- The Gray Mask (1915)
- Little Miss Brown (1915)
- Alla Man (1916)
- Miss Petticoats (1916)
- The Pawn of Fate (1916)
- The Weakness of Man (1916)
- The Dancer's Peril (1917)
- A Girl's Folly (1917)
- Tillie Wakes Up (1917)
- Yankee Pluck (1917)
- Youth  (1917)
- Man's Woman (1917)
- Just Sylvia (1918)
- Neighbors (1918)
- The Power and the Glory (1918)
- The Golden Wall (1918)
- Merely Players (1918)
- The Studio Girl (1918)
- Sunshine Nan (1918)
- What Love Forgives (1919)
- The Little Intruder (1919)
- Heart of Gold (1919)
- Three Green Eyes (1919)
- Burn 'Em Up Barnes, también codirección (1921)
- Sure Fire Flint (1922)
- Little Johnny Jones, también codirección (1923)
- Luck (1923)
- Conductor 1492, también guion (1924)
- The Speed Spook (1924)
- The Crackerjack (1925)
- The Early Bird (1925)
- The Live Wire (1925)
- The Brown Derby (1926)
- Rainbow Riley (1926)
- Stepping Along (1926)
- All Aboard (1927)
- Home Made (1927)
- White Pants Willie (1927)
- Chinatown Charlie (1928)
- The Wright Idea (1928)
- The Runaround (1931)
- The Girl in 419 (1933)
- Her Bodyguard (1933)
- Whistling in the Dark (1933)
- Society Doctor (1935)
- Too Hot to Handle (1938)
- Magnificent Doll (1946)